# 무장공산당
무장공산당(일본어: 武装共産党 부소쿄산토[*])이란 전전 비합법정당 시대의 일본공산당 역사에서, 1929년 7월부터 1930년 7월까지의 무장투쟁방침 채택기간을 가리키는 통칭이다. 현재의 일본공산당은 당사 기술에서 이 호칭을 사용하지 않는다.
이 시기의 중앙위원은 타나카 세이겐・사노 히로시・젠노 젠시로였다.
4·16 사건으로 제2차 일본공산당의 지도부급 간부가 송두리째 체포되었기 때문에, 불과 23세의 타나카가 중앙위원장이 되어 사노・젠노 등과 함께 당재건운동을 하게 된다. 이듬해 1930년 7월 타나카가 체포될 때까지 이 3인조가 지도한 시절을 무장공산당이라고 부르는데, 코민테른의 지시에 따라 당원들이 공공연히 무장하여 활동하다 경우에 따라서는 경찰을 살상하기도 불사하라고 명령했기 때문이다. 그 결과 관헌과의 충돌사건이 빈발하다 결국 당중앙이 다시 붕괴한다.

## 내력

### 4·16 이후의 당재건
3·15 사건 때 검거를 면했던 제2차 일본공산당 지하당원들이 4·16 사건으로 마저 검거・기소되었고, 특히 사노 마나부・나베야마 사다치카・미타무라 시로・이치카와 쇼이치 등 경험 많은 당간부급이 일망타진되어 감옥에 들어가게 되었다. 이에 따라 1929년 7월 학생(신인회) 출신의 타나카 세이겐이 중앙위원장에 선출되어 사노 히로시・젠노 젠시로 등과 함께 당조직 재건에 나서게 되었다.
타나카 등은 일본공산당 기술부(테크)를 만들기로 결의하고, 코민테른과의 연락을 조속히 회복하기 위해 노력하여 사노가 기억하고 있던 상해의 주소로 편지를 보냈다. 답서가 오기는 했으나 이들은 이 답서를 수상쩍게 여겼고, 실제로 이 답서는 경시청 특고가 써 보냈던 것으로 알려져 있다. 타나카 등은 끝내 코민테른과 연락선을 복구하지 못한 채 활동을 계속해야 했는데, 그것은 즉 공작금을 받아오지 못해 활동자금부터 스스로 마련해야 한다는 것을 의미했다.
테크가 활동을 시작하면서 우선 문화인과 학생들로부터 반년 동안 1만 엔이 넘는 투쟁기금을 걷었다. 이 때 공산당에 기부한 인물 가운데 야마다 모리타로・미키 키요시・카와카미 하지메・하야시 무사오・오오야 소이치 등이 있었다. 공산당을 당시 좌파의 대표로 보고 기부를 해 준 문화인이 적지 않았던 것이다. 당중앙은 당국의 삼엄한 감시의 눈을 피해 각지를 전전하면서 간신히 소련 대사관을 통해 코민테른과의 연락선을 복구했다. 그 결과로 1930년에는 동방노력자공산대학에 보내놓은 유학생들이 귀국하고, 일본 측에서도 프로핀테른 제5차 대회에 콘노 요지로를 파견했다.

### “당의 무장화 방침“
1930년 1월, 사노 등은 와카우라 근교의 별장에서 확대중앙위원회(拡大中央委員会)를 열고, 경찰당국에 의한 “백색테러”에 대항하기 위한 “당의 무장화”, 즉 무장하여 자위하면서 대중 앞에서 공연활동을 한다는 방침을 채택했다. 이 방침은 코민테른 제6차 대회의 “합법무산정당 유해론”과 “사회파시즘론”에 영향을 받은 것이었다. 이로써 합법좌익조직의 존재는 부정되어 비합법조직인 공산당 및 그 계열단체에 흡수되었다. 예컨대 당시 최대의 학생운동단체였던 신인회도 “전투적 해체”라 칭하여 비합법 조직인 일본공산청년동맹에 흡수되었다.
또한 확대중앙위원회는 가두선전을 할 때 당국의 단속을 저지하기 위한 일본공산당 행동대(日本共産党行動隊)를 편성했다. 3인 1조로 한 단위를 이루고, 2명이 행동하며 1명이 망을 보는 구조였다. 경찰관 등에게 발각되면 살상하기로 하여 각지에서 경찰관 살상사건이 다발했다. 무기는 피스톨・단도・나이프・철봉・군봉・죽창・창포검・줄톱・잿가루(눈에 뿌리는 용도) 등이었다. 이 무기들은 기술부에서 조달했다. 또한 코민테른 극동 뷰로를 경유해서 밀수한 콜트・로열・모젤 등이 100정 이상 있었다고 한다.
공산당은 제2회 보통선거를 목표로 전단살포활동을 벌였지만, 그때마다 피스톨 등 무기 사용에 의한 경찰관 사망상해사건이 일어났다. 2월에는 관서의 조직이 적발되었지만 별장에 숨어 있던 사노와 타나카는 간발의 차로 도주해 공산당 동조자의 도움으로 동경으로 돌아왔다. 동경에서도 나카모토 타카코・카타오카 텟페이・히로츠 카즈오・이쿠타 슌게츠・요코미츠 리이치・콘 토코・오오야 소이치・우츠노미야 토쿠마 등 동조자들이 그들을 숨겨 주었다. 그러다 4월에 사노가 피스톨을 발사했다가 체포되어 간부는 타나카 혼자 남았다.
공산당의 방침에 의거하여 공산당의 노조부문인 일본노동조합전국협의회(전협)에서도 노동쟁의에 있어서의 “무장”을 실시하여 1930년 4월 동경시전 쟁의에서의 “무장행동”, 동년 5월 1일의 카와사키 무장메이데이 사건을 일으켰으나, 노동자의 지지를 얻지 못하고 대중의 반발만 샀다. 이와 같은 사태를 우려한 전협 활동가 카미야마 시게오・사토 슈이치 등이 6월 “전협쇄신동맹”을 결성하고, 공산당의 극좌모험노선을 거부하는 등 전협 내부에서의 분파투쟁이 격화된다. 이어지는 비상시공산당 시대에는 이것의 연장으로서 윤기협 사살사건과 같은 비극이 일어난다.

### 노동자파의 분열
같은 시기, 옥중에 있던 3·15 및 4·16 사건 피고들 가운데서, 코민테른의 일방적 방침 강요와 그에 대한 맹종에서 벗어나, 공산당을 일단 해산하고 처음부터 재시작해야 한다는 그룹이 출현했다. 이 그룹은 미즈노 시게오가 1929년 5월 옥중에서 발표한 수기 「일본공산당 탈당에 부쳐 당의 제군에게」를 단서로 형성되었으며, 카도야 히로시・아사노 아키라・카와이 에츠조・미나미 키이치・무라오 사츠오 등 제2차 일본공산당 시절의 후쿠모토파 간부들이 여기에 결집했다. 1930년 보석으로 풀려난 이들은 6월경 일본공산당 노동자파를 결성해 코민테른과의 관계 단절과 군주제 폐지 구호 포기를 통한 현실화를 내걸었다. 타나카 등 무장공산당은 이들을 “해당파”라고 부르고, 그 결성을 반당행위로 간주해 제명을 결의했다.

### 무장공산당 당중앙의 붕괴와 비상시공산당으로의 이행
그러나 무장공산당의 활동방침은 오래 지속될 수 없는 것이었고, 1930년 7월 위원장 타나카가 검거되면서 당중앙이 다시 궤멸했다. 또한 8월의 프로핀테른 제5차 대회에서 일본공산당의 무장방침은 혹독한 비판을 받았다(전협쇄신동맹은 이것으로 소기의 목적을 달성했다고 해서 자주적으로 해산, 전협에 복귀했다). 이후 공산당은 비상시공산당 시대로 이행하고, 당중앙과 조직재건은 모스크바 동방노력자대학에서 유학을 마치고 새로 귀국한 활동가들에게 맡겨지게 되었다.

## 참고 자료
- 『日本共産党の研究-1』 講談社〈講談社文庫〉、1983年5月。
- 田中清玄『田中清玄自伝』